# Peilstein im Mühlviertel
Peilstein im Mühlviertel is een gemeente in de Oostenrijkse deelstaat Opper-Oostenrijk, gelegen in het district Rohrbach (RO). De gemeente heeft ongeveer 1700 inwoners.

## Geografie
Peilstein im Mühlviertel heeft een oppervlakte van 23 km². De gemeente ligt in het noorden van de deelstaat Opper-Oostenrijk, in het uiterste noorden van Oostenrijk. Zowel de grens met Duitsland als die met Tsjechië zijn nabij.
Aigen-Schlägl · Altenfelden · Arnreit · Atzesberg · Auberg · Haslach an der Mühl · Helfenberg · Hofkirchen im Mühlkreis · Hörbich · Julbach · Kirchberg ob der Donau · Klaffer am Hochficht · Kleinzell im Mühlkreis · Kollerschlag · Lembach im Mühlkreis · Lichtenau im Mühlkreis · Nebelberg · Neufelden · Neustift im Mühlkreis · Niederkappel · Niederwaldkirchen · Oberkappel · Oepping · Peilstein im Mühlviertel · Pfarrkirchen im Mühlkreis · Putzleinsdorf · Rohrbach-Berg · Sarleinsbach · Schwarzenberg am Böhmerwald · St. Johann am Wimberg · St. Martin im Mühlkreis · St. Oswald bei Haslach · St. Peter am Wimberg · St. Stefan-Afiesl · St. Ulrich im Mühlkreis · St. Veit im Mühlkreis · Ulrichsberg
- Gemeinsame Normdatei: 4240886-6
- Virtual International Authority File: 233778395